# Alfred Margis
Alfred Paul Margis, né à Colombes le 30 octobre 1874 et mort dans le 17e arrondissement de Paris le 27 janvier 1913, est un pianiste et compositeur français.

## Biographie
Alfred Margis est l'auteur de nombreuses musiques de chansons de la fin du XIXe et du début du XXe siècle sur des paroles, entre autres, d'Eugène Héros, Georges Nanteuil, Paul Briollet, Léo Lelièvre ou Maurice de Marsan, ainsi que des valses et des marches, parfois sous les pseudonymes de Versanne ou d'Almar. 
Sa valse Un jour tu me tromperas est reprise en 1930 dans le film Deux Cœurs, une valse de Géza von Bolváry, interprétée par le ténor Robert Marino. La Valse bleue est, quant-à-elle, reprise dans de nombreuses compilations des musiques de la fin du XIXe et du début du XXe siècle comme Valses d'autrefois (Krier, 1945) ou 13 valses de la Belle Époque (DL, 1955). Il existe de nombreux enregistrements de ses compositions. 
Mort à l'âge de 38 ans des suites d'une longue maladie, Paul Margis repose au cimetière de Montmartre (18e division),.

## Œuvres
Musique de scène
- 1903 : La Danse du voile, ballet, au Cercle du Bois de Boulogne (janvier). Reprise au Cercle Militaire de Paris le 22 mars 1904.
- 1900 : Le Beau Chaeréas, comédie d'Henri Piazza, au théâtre des Mathurins (23 janvier)
- 1902 : Tout le monde en parle !, revue en 2 actes et 15 tableaux de Harry Blount et Trébla, au Ba-Ta-Clan (mars)
- 1902 : Répétition, pantomime, à la salle des Fêtes du Grand Palais (27 décembre)
- 1905 : Au revoir... et merci !, revue en 2 actes et 11 tableaux d'Henri de Gorsse et Georges Nanteuil, à la Gaîté-Rochechouart (30 décembre)
- 1906 : Tu l'as l'cri-cri !, revue d'Henri de Gorsse et Georges Nanteuil, à la Gaîté-Rochechouart (22 décembre)

Musique de chansons et de danses
- La Mousmé, scène orientale pour piano, 1896
- Les Baisers, valse orchestrée, 1899
- Les Lapins, two steps, polka-marche pour piano, 1899
- Valse bleue, paroles d'Eugène Héros, 1899
- La Châtelaine, valse lente orchestrée, 1903
- Cock-Tail, cake walk, danse américaine pour piano, 1903
- Joujou, valse lente orchestrée, 1903
- Petite Source, valse, 1904
- Valse blonde, valse lente pour piano, 1904
- Valse printanière orchestrée, 1904
- Marche des petites Miss, pour piano, 1905
- Tammany, marche pour piano, 1905
- La forêt de Noël, duo sur les motifs de Christmas-valse[6], paroles de Henry de Gorsse et Georges Nanteuil, 1906
- Paris. Washington, marche franco-américaine pour piano, 1906
- Armenonville, boston pour piano, 1907
- Pour tes beaux yeux, valse chantée, paroles de Briollet et de Léo Lelièvre, 1907
- Régina, valse pour piano d'après Le Papillon, 1907
- Rugby-March, two-step pour piano, 1907
- Valse mauve, 1907
- Valse rose, pour piano, avec Émile Pessard, 1907
- Valse royale, pour piano, 1907
- Ephrata, marche danse américaine pour piano, 1908
- Je veux t'aimer, chant et piano, paroles de Charles Fallot, 1909
- Poésie des fleurs, paroles de Jean Labor, 2 vol., 1909
- Frisson de fleurs, valse lente, 1909
- Réveil, marche, paroles de Maurice de Marsan, 1912
- Je t'avais donné mon cœur, mélodie, paroles de Jules Lafforgue, 1912
- Pourquoi ne pas m'aimer ?, valse chantée sur les motifs de la Valse bleue, paroles de Eugène Héros, non datée